# Phlebotomus chinensis
Phlebotomus chinensis är en tvåvingeart som beskrevs av Robert Newstead 1916. Phlebotomus chinensis ingår i släktet Phlebotomus och familjen fjärilsmyggor. Inga underarter finns listade i Catalogue of Life.